# Penthetria nigerrima
Penthetria nigerrima är en tvåvingeart som först beskrevs av Luigi Bellardi 1859.  Penthetria nigerrima ingår i släktet Penthetria och familjen hårmyggor. Inga underarter finns listade i Catalogue of Life.